# Glidflygplan

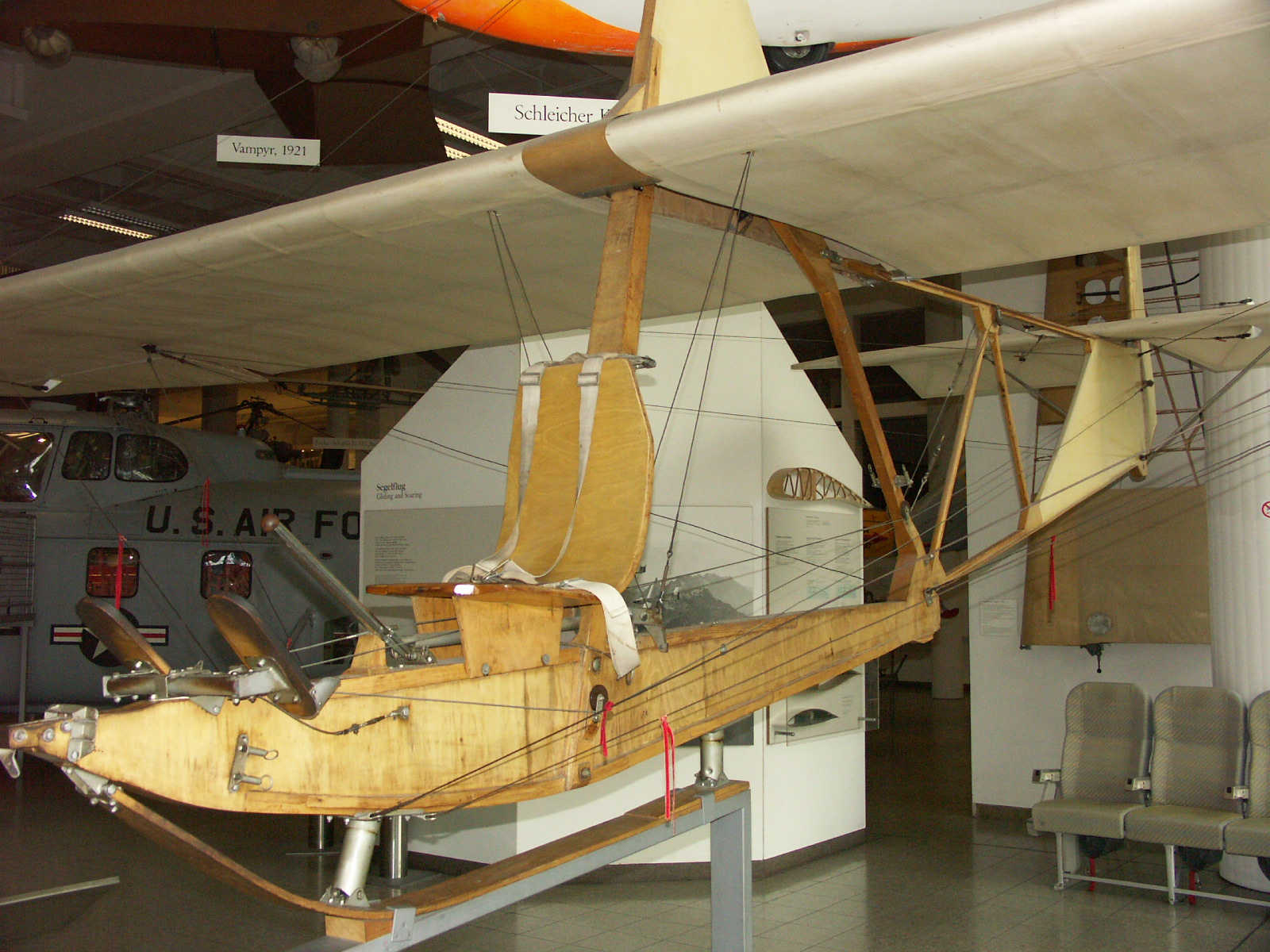
Schneider SG 38 glidflygplan

Glidflygplan är roderstyrda luftfartyg som har en begränsad segelflygförmåga. Gravitationen driver dem nedåt-framåt, medan lyftkraft för att hålla dem flygande samtidigt genereras. De delas in i två typer, enkla glidflygplan och lastglidflygplan. Det är skillnad på glidflygplan och segelflygplan och inom flyget skiljer man dessa kategorier åt. Glidflygplan kan inte användas för längre sträckflygningar utom möjligen i bergsmiljö med sammanhängande kraftig uppvindsområden på grund av sämre glidtal (prestanda). Därför används nästan uteslutande segelflygplan som kan nyttja termik för att vinna höjd. Glidflygplan finns och används mera av historiska föreningar eller av historiska skäl. Glidflygplan tillverkas knappast längre.

## Enkla glidflygplan
Enkla glidflygplan är konstruerande att omvandla höjd till fart genom att utföra en flack dykning. Vanligtvis flyger man längs med en sluttning. Glidflygplanet kan i gynnsamma fall få termik eller hangkänning, så att det kan stiga i höjd. Glidflygplanen är som regel mycket lätta med en tomvikt runt 100 kg och kan bara bära en pilot. 
Den äldsta dokumenterade glidflygningen sägs ha gjorts av Abbas ibn-Firnas på 800-talet i det då islamska Spanien. Själva flygningen gick bra, men han skadades allvarligt vid landningen. Det första "moderna" glidflygplanet som flög "skutt" var Coachman Carrier konstruerat av Sir George Cayley 1853. Under 1890-talet gjorde Otto Lilienthal mer än 2000 flygningar med hängglidflygplan innan han omkom 1896. Men inte förrän Bröderna Wrights försök med glidflygplan år 1900 kan man anse att det närmade sig riktiga flygningar.
Glidflygplan enligt bilden till höger var vanliga i segelflygets barndom. De användes då till nybörjarskolning för att eleven skulle lära sig att hantera och koordinera roderrörelserna. När segelflyget under 1950/60-talet fick tillgång till tvåsitsiga flygplan lämpliga för nybörjarskolning med läraren med i planet kom glidflygplanen ur bruk.

## Lastglidflygplan
Lastglidflygplan är som regel militära transportglidflygplan som bogseras efter ett motordrivet flygplan. Under andra världskriget användes transportglidflygplanen för att transportera trupper och material, till exempel Messerschmitt Me 321. De mindre lastglidflygplanen kunde medföra 20 soldater medan de större kunde lasta små fordon eller mindre pansarvärnskanoner. En fördel var att landsättningen kunde ske tyst eftersom planen glidflög till landningsplatsen efter losskopplingen. Till skillnad mot vanliga enkla glidflygplan var lastglidarna många gånger byggda för att bara användas en gång. I slutet av andra världskriget när behovet av transportflyg var stort producerades några DC-3:or som saknade motorer, som användes för att transportera fallskärmstrupper.

### Modeller
- Waco CG-4
- Airspeed Horsa
- General Aircraft Hamilcar
- Messerschmitt Me 321
- Gotha Go 242
- DFS 230

## Nutida glidflygplan
De enda farkoster som idag normalt använder glidflygsprincipen är rymdfärjorna, som glidflyger ner till landningsplatsen efter återinträdandet i atmosfären eller motordrivna flygplan som tvingas glidflyga efter kraftbortfall. Glidflygplan finns även nuförtiden. De kan startas med vinsch, bogseras med plan eller startas med hjälp av en bil.